# Nam Định 3–2 Hoàng Anh Gia Lai (2003)
Vào ngày 22 tháng 6 năm 2003, trận đấu giữa hai câu lạc bộ bóng đá Nam Định và Hoàng Anh Gia Lai đã diễn ra trên sân vận động Chùa Cuối thuộc thành phố Nam Định, tỉnh Nam Định. Trận đấu này nằm trong khuôn khổ vòng thứ 22, vòng đấu cuối cùng của Giải bóng đá chuyên nghiệp Vô địch Quốc gia Việt Nam mùa giải 2003. 
Trước khi trận đấu diễn ra, câu lạc bộ Hoàng Anh Gia Lai đã giành được chức vô địch sớm một vòng đấu, trong khi câu lạc bộ Nam Định rất cần chiến thắng ở lượt trận cuối để có quyền định đoạt cho ngôi vị thứ ba chung cuộc của mùa giải. Nam Định đã bước vào trận đấu với sự quyết tâm cao ngay từ đầu, nhưng Hoàng Anh Gia Lai mới là những người mở tỷ số trước trong hiệp một bằng bàn thắng của Kiatisuk. Ở nửa sau của trận đấu, đội chủ nhà thi đấu khởi sắc hơn và giành lại thế dẫn trước bằng hai bàn thắng của Achilefu – người đã đoạt danh hiệu Vua phá lưới của mùa giải – cùng một bàn thắng khác của Phùng Văn Nhiên. Bàn thắng còn lại, cũng là bàn ấn định tỷ số chung cuộc, được ghi do công của Nguyễn Minh Hải bên phía đội khách.
Sau trận đấu, Nam Định đã đạt được mục đích của mình với tấm huy chương đồng, còn Hoàng Anh Gia Lai dù thua trận nhưng cũng được hưởng niềm vui vô địch lần đầu tiên trong lịch sử câu lạc bộ. Tuy nhiên, trận đấu lại gây chú ý với dư luận trong nước bởi hình ảnh các khán giả chủ nhà ngồi chật kín các khán đài, sát đường piste và hai bên cầu môn, thậm chí là trên các giàn giáo xây dựng để theo dõi trận đấu (sân Chùa Cuối lúc này đang trong quá trình nâng cấp để chuẩn bị cho SEA Games 22). Số lượng khán giả đến sân đã vượt quá sức chứa lúc đó của sân Chùa Cuối (hiện tượng "vỡ sân"), mà theo một số thông tin thì đã có đến 38.000 người tới dự khán trận đấu đó; và sau này trận đấu đã được gọi là "trận đấu nguy hiểm nhất lịch sử V.League". Một số sự cố tương tự về sau cũng đã diễn ra trên các sân vận động khác trong một số mùa giải V.League, và đều đem lại những tác động tích cực lẫn tiêu cực cho hình ảnh của giải đấu và bóng đá Việt Nam.

## Bối cảnh
| VT | Câu lạc bộ            | ST | T  | H | B | BT | BB | HS  | Đ  |
| -- | --------------------- | -- | -- | - | - | -- | -- | --- | -- |
| 1  | Hoàng Anh Gia Lai     | 21 | 12 | 7 | 2 | 39 | 23 | +16 | 43 |
| 2  | Gạch Đồng Tâm Long An | 21 | 10 | 7 | 4 | 28 | 15 | +13 | 37 |
| 3  | Nam Định              | 21 | 9  | 6 | 6 | 18 | 16 | +2  | 33 |
| 4  | Bình Định             | 21 | 9  | 5 | 7 | 23 | 20 | +3  | 32 |
| 5  | Đồng Tháp             | 21 | 8  | 6 | 7 | 26 | 25 | +1  | 30 |

### Tình hình bóng đá trong nước
Giải bóng đá chuyên nghiệp Vô địch Quốc gia 2003 khởi tranh vào ngày 19 tháng 1 năm 2003 với 12 đội bóng tham dự, thi đấu theo thể thức vòng tròn hai lượt với 22 vòng đấu và 132 trận đấu. Trận đấu lượt về giữa hai câu lạc bộ bóng đá Nam Định và Hoàng Anh Gia Lai được ấn định diễn ra vào vòng đấu thứ 22, cũng là vòng đấu cuối cùng của giải. Trên bảng xếp hạng, hai vị trí cho ngôi vô địch và á quân đã chắc chắn lần lượt thuộc về Hoàng Anh Gia Lai, với trận hòa 0–0 trước câu lạc bộ Ngân hàng Đông Á ở vòng thứ 21, và Gạch Đồng Tâm Long An, sau trận thua 0–1 trước Nam Định – đối thủ của chính Hoàng Anh Gia Lai cho lượt đáu cuối cùng. Vị trí thứ ba lúc này là cuộc cạnh trạnh giữa ba đội bóng Nam Định, Bình Định và Đồng Tháp, trong đó Nam Định đang hơn đội xếp thứ năm với cách biệt đúng bằng một trận thắng.
Câu lạc bộ Nam Định đang nắm giữ quyền tự quyết trong cuộc đua giành hạng ba nhờ vào lợi thế điểm số và việc được thi đấu trên sân nhà trước một đối thủ dường như không còn nhiều mục tiêu. Nam Định cần phải giành chiến thắng trong lượt đấu cuối để chắc chắn giành tấm huy chương đồng chung cuộc; nếu không, họ sẽ phải trông chờ vào việc cả hai đối thủ cạnh tranh đều sảy chân cùng lúc đó. Trong trường hợp Nam Định thua, Bình Định hòa và Đồng Tháp thắng, cả ba đội đều sẽ có 33 điểm; khi đó theo các kết quả đối đầu (tiêu chí xếp hạng đầu tiên được xét đến giữa các đội bằng điểm là kết quả đối đầu), Nam Định là đội bất lợi nhất với chỉ một trận thắng và ba trận thua trước các đối thủ, và Đồng Tháp lúc này mới là đội giành hạng ba chung cuộc với ba chiến thắng và một thất bại trong các cặp đối đầu.

### Các đội bóng

#### Nam Định
Sau ngày tái lập tỉnh, đội bóng Nam Định được thừa hưởng di sản mà đội Công nghiệp Hà Nam Ninh trước đây để lại, với một chức vô địch A1 vào năm 1985; họ giành quyền trở lại với hàng ngũ các đội bóng hàng đầu quốc gia từ giải hạng Nhì năm 1997. Ở mùa giải chuyên nghiệp đầu tiên, đội vượt qua hàng loạt tên tuổi lớn và cán đích ở vị trí thứ hai sau Sông Lam Nghệ An, sau đó đạt hạng năm chung cuộc ở mùa giải 2001–02. Nam Định cũng thường xuyên được xem là một đối thủ khó chịu và có khả năng gây bất ngờ cho các đội bóng khác mỗi lần chạm trán.
Trước khi bước vào mùa giải 2003, câu lạc bộ Nam Định đã chứng kiến một số tổn thất về mặt lực lượng. Huấn luyện viên trưởng Ninh Văn Bảo, người góp công lớn vào ngôi á quân của đội bóng năm 2001, đã không may qua đời trong một tai nạn giao thông. Bên cạnh đó, tiền vệ đội trưởng Nguyễn Văn Sỹ cũng không thể góp mặt trong suốt giai đoạn lượt đi vì dính chấn thương trong khi cùng đội tuyển quốc gia Việt Nam tham dự Tiger Cup 2002. Tuy nhiên, Nam Định cũng đã có những sự bổ sung kịp thời với lực lượng cầu thủ trẻ được đôn lên từ đội U-21, cộng với việc mang về hai cầu thủ ngoại mới là Theophilus Esele và Abdul Wasiu Saliu, bên cạnh Emeka Achilefu và Samuel Sunday của mùa trước. Vị trí thuyền trưởng được giao lại cho huấn luyện viên phó Bùi Hữu Nam.
Kết thúc giai đoạn một, Nam Định xếp thứ sáu trên bảng xếp hạng với 4 trận thắng, 3 trận hòa và 4 trận thua, ghi được 15 điểm. Ở trận đấu gần nhất, Nam Định đã đánh bại Gạch Đồng Tâm Long An trên sân nhà bằng bàn thắng duy nhất của Achilefu từ chấm phạt đền, qua đó không những gián tiếp xác lập ngôi vô địch cho Hoàng Anh Gia Lai mà còn nuôi hy vọng kết thúc mùa giải ở vị trí thứ ba.

#### Hoàng Anh Gia Lai
Khi còn thi đấu tại giải hạng Nhất, Hoàng Anh Gia Lai đã sớm thể hiện tham vọng của mình qua việc liên tục đầu tư mạnh về cơ sở vật chất và con người, với sự xuất hiện quan trọng của giám đốc Sở Thể dục Thể thao Gia Lai Phạm Văn Tuấn, giám đốc kỹ thuật Nguyễn Văn Vinh và doanh nhân Đoàn Nguyên Đức. Chính Hoàng Anh Gia Lai đã tạo nên cú sốc lớn cho nền bóng đá Việt Nam lẫn khu vực khi mang về tiền đạo người Thái Lan Kiatisuk Senamuang – chân sút số 1 của Đông Nam Á lúc bấy giờ.
Câu lạc bộ giành quyền thăng hạng lên V-League nhờ cán đích ở vị trí thứ ba chung cuộc của giải hạng Nhất mùa bóng 2001–02. Trong lần đầu tiên tranh tài tại sân chơi cao nhất của quốc gia, Hoàng Anh Gia Lai đã nhanh chóng xây dựng nên một "đội hình trong mơ", nổi bật là sự xuất hiện của các nhân tố Thái Lan như Kiatisuk, Chukiat, Dusit và Sakda. Đội bóng cũng thành công trong việc lôi kéo hàng loạt những tên tuổi trong nước, mà phần lớn đã từng thi đấu cho Sông Lam Nghệ An như Võ Văn Hạnh, Văn Sỹ Hùng, Lê Quốc Vượng hay Nguyễn Phi Hùng, cùng với những Nguyễn Hữu Đang (Khánh Hoà), Nguyễn Mạnh Dũng (Thể Công), Phạm Minh Đức (Công an Hà Nội) hay Lương Trung Tuấn (Cảng Sài Gòn).
Kết thúc lượt đi, Hoàng Anh Gia Lai nằm trong tốp ba đội dẫn đầu với 21 điểm, xếp sau Sông Lam Nghệ An và Gạch Đồng Tâm Long An. Sang giai đoạn lượt về, dưới sự dẫn dắt của huấn luyện viên mới người Thái Arjhan Srongamsak (thay thế cho Huỳnh Văn Ảnh chuyển sang làm trợ lý), đội bóng trở lại vị trí đầu bảng xếp hạng ở lượt trận thứ 16. Ở chuyến làm khách gần nhất, Hoàng Anh Gia Lai đã thủ hòa không bàn thắng trước Ngân hàng Đông Á, và cùng với kết quả của trận Nam Định gặp Gạch Đồng Tâm Long An, họ chính thức giành cúp vô địch trong lần đầu tiên thi đấu chuyên nghiệp, đồng thời sớm định đoạt ngôi vị á quân của Gạch.

## Sân vận động

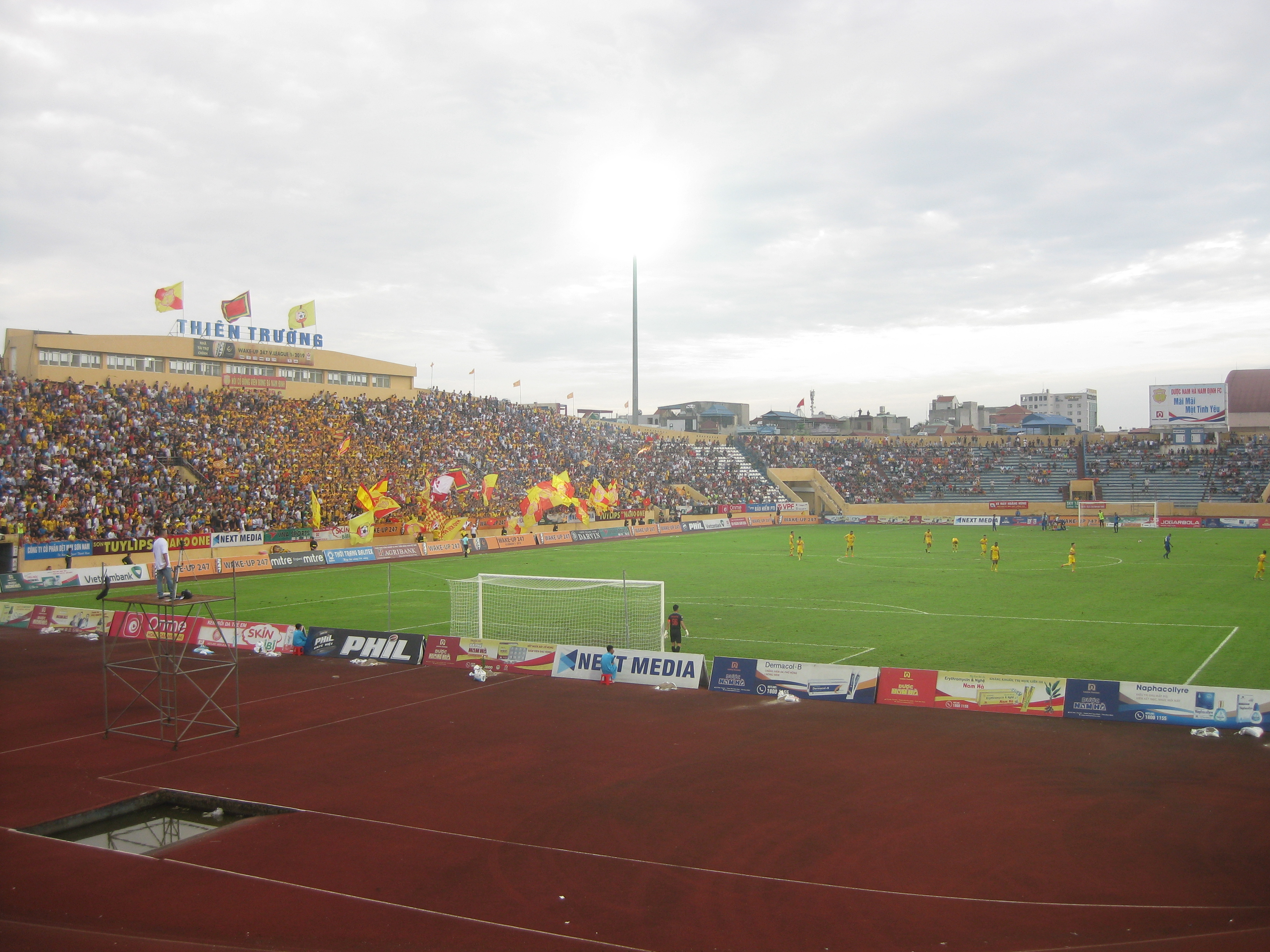
Sân vận động Thiên Trường trong trận đấu giữa hai câu lạc bộ Nam Định và Quảng Nam tại giải V.League 1, ngày 17 tháng 8 năm 2019.

Được xây dựng từ những năm 60, 70 của thế kỷ 20, sân vận động Chùa Cuối – cùng với hai sân vận động khác của Thành Nam là sân Quảng trường và sân Nhà máy Dệt – là nơi từng chứng kiến giai đoạn phát triển hưng thịnh của những đội bóng địa phương như Dệt Nam Định hay Công nghiệp Hà Nam Ninh. Các trận đấu tại đây thường chứng kiến không khí cổ vũ sôi động với sự hiện diện của hàng vạn khán giả.
Tháng 11 năm 2000, sân vận động Chùa Cuối được khởi công xây dựng mới, bao gồm việc phá dỡ và xây mới các khán đài, lắp đặt mái che cho hai khán đài A và B, thay mới mặt cỏ, đường piste, lắp đặt dàn đèn. Khi trận đấu giữa Nam Định và Hoàng Anh Gia Lai diễn ra vào thàng 6 năm 2003, sân vẫn đang trong giai đoạn hoàn thiện và nhiều khán giả đã tận dụng các giàn giáo được dựng trong sân để tìm vị trí theo dõi. Sân vận động mới chính thức được khánh thành vào ngày 30 tháng 8 năm 2003 với tổng kinh phí 75 tỷ đồng, đồng thời sân cũng được đổi tên thành Thiên Trường, dựa theo tên một phủ đời nhà Trần. Tại Đại hội Thể thao Đông Nam Á 2003 sau đó, sân Thiên Trường được sử dụng làm địa điểm tổ chức các trận đấu bóng đá nữ.

## Trước trận đấu
Khoảng ba tiếng trước khi trận đấu diễn ra, một lượng lớn các cổ động viên đã bắt đầu đổ về sân vận động Chùa Cuối trong sự háo hức trước cơ hội giành huy chương của đội bóng tỉnh nhà. Cũng như trận đấu gặp Gạch Đồng Tâm Long An ở vòng trước, ban tổ chức sân tiếp tục giảm 50% giá vé cho trận đấu quyết định này; do vậy mà cho đến khoảng 14:00, lượng người có mặt trong và ngoài sân Chùa Cuối đã lên tới hơn 15.000 người. Các điểm giữ xe quanh sân từ chối tiếp nhận thêm xe từ rất sớm, trong khi rất nhiều người đã gửi được xe và cầm sẵn vé trong tay nhưng đã phải rời đi khi chứng kiến không ít cổ động viên quá khích leo qua hàng rào (phải đóng lại do quá tải) và dẫm lên cổ, vai, lưng người khác để nhảy vào sân. Ba mươi phút trước giờ bóng lăn, trong khi Giám đốc Sở Thể dục Thể thao Nam Định Đỗ Thanh Xuân đang phát loa yêu cầu lực lượng an ninh tiến hành ngăn chặn khán giả leo lên khu khán đài A đang xây dựng dang dở, bất ngờ đám đông đã ồ ạt nhảy xuống từ khán đài C và D và chạy đến khán đài A. Lực lượng bảo vệ được bố trí quá mỏng đến nỗi không thể ngăn được dòng người tràn xuống sân và nhanh chóng lấp đầy các chỗ ngồi; hệ thống dây điện bị nhiều người giẫm đạp làm tuột hoặc đứt dây, khiến việc chỉ đạo bằng loa phóng thanh của ban tổ chức trở nên vô hiệu. Các cầu thủ Hoàng Anh Gia Lai cũng như đội chủ nhà Nam Định đều phải bỏ dở phần tập luyện khởi động từ khá sớm vì sự cố này.
Ước tính đã có khoảng 35.000–38.000 cổ động viên đến sân ngày hôm đó, trong khi sức chứa tối đa của sân Chùa Cuối lúc bấy giờ chỉ là 15.000 khán giả. Những người hâm mộ không tìm được chỗ trên các khán đài phải đứng tập trung ở đường piste quanh sân, cách đường biên ngang chừng 1m; nhiều người khác thậm chí đã trèo lên cả các giàn giáo xây dựng còn ngổn ngang trong sân để có vị trí quan sát thuận lợi. Bất chấp những lo ngại về an ninh và an toàn, ban tổ chức vẫn quyết định để trận đấu diễn ra như đã lên kế hoạch.
Cả hai đội bóng đều đưa ra đội hình mạnh nhất với quyết tâm giành chiến thắng trong cuộc đối đầu quan trọng này. Nam Định có đủ ba ngoại binh quan trọng nhất của họ là trung vệ Abdul Wasiu Saliu, thủ môn Theophilus Esele và tiền đạo Emeka Achilefu, trong khi Hoàng Anh Gia Lai có sự hiện diện của bộ ba người Thái Dusit Chalermsan, Sakda Joemdee và Kiatisuk Senamuang.

## Trận đấu

### Diễn biến
Trận đấu bắt đầu vào lúc 15:00 theo giờ địa phương, cùng thời điểm diễn ra năm trận đấu khác của lượt trận thứ 22. Bước vào trận đấu, Hoàng Anh Gia Lai chủ động tấn công ngay từ đầu, trong khi Nam Định chọn đấu pháp phòng ngự phản công quen thuộc. Đội chủ nhà có cơ hội mở tỷ số với cú dứt điểm của Emeka Achilefu đưa bóng đến đúng vị trí của thủ môn Quốc Tuấn; Achilefu còn có hai cơ hội rõ ràng khác nhưng không tận dụng thành công. Phút thứ 25, Esele cản được cú sút phạt hiểm hóc của Dusit, nhưng Kiatisuk đã kịp lao vào đệm bóng để đưa Hoàng Anh Gia Lai vượt lên dẫn trước trong sự yên lặng của các khán giả chủ nhà. Những phút sau đó, Nam Định tiếp tục cố gắng gây sức ép trước khung thành của đối phương, song lần lượt Achilefu, Xuân Phú hay Lương Phúc đều lãng phí thời cơ; trong đó cú đá của Lương Phúc bị Mạnh Dũng cản phá ngay trên vạch vôi.
Sau bàn thắng mở điểm, nhiều khán giả chủ nhà bắt đầu ném chai nước, vật thể lạ vào khu vực kỹ thuật của đội khách và sân thi đấu; một số người còn dành những lời lẽ khiếm nhã đối với trọng tài và các cầu thủ đối phương. Các cổ đông viên quá khích của Nam Định cũng tấn công cả lực lượng cảnh sát khi họ trục xuất một người gây rối trong trạng thái say rượu ra khỏi sân vận động. Ngay chính tổ trọng tài điều khiển trận đấu đã nhiều lần phải đưa ra quyết định có lợi cho đội chủ nhà trước sức ép quá lớn từ các khán giả.
Sau một vài tình huống bị bỏ lỡ ở đầu hiệp hai, vào phút thứ 58, Nam Định đã tìm được bàn gỡ hòa từ nỗ lực đột phá của Achilefu để loại bỏ thủ môn Quốc Tuấn. Chính anh là người đã ghi bàn nâng tỷ số lên 2–1 ở phút 69, đánh dấu bàn thắng thứ 14 cho cá nhân ở mùa giải này và qua đó chính thức giành danh hiệu Vua phá lưới. Chỉ chưa đầy 5 phút, đội chủ nhà tiếp tục có bàn thắng thứ ba do công của cầu thủ vào sân thay người Phùng Văn Nhiên. Vào phút bù giờ, trong một thoáng mất tập trung, Nam Định đã để cho Minh Hải thoải mái đón bóng từ cánh trái và dứt điểm cận thành, rút ngắn tỷ số xuống còn 2–3.

### Chi tiết
| Nam Định                                  | 3–2      | Hoàng Anh Gia Lai                    |
| ----------------------------------------- | -------- | ------------------------------------ |
| - Achilefu 58', 69' - Phùng Văn Nhiên 72' | Chi tiết | - Kiatisuk 25' - Nguyễn Minh Hải 89' |

| Nam Định | Hoàng Anh Gia Lai |

|                  |    |                   |     |     |
| TM               | 26 | Theophilus Esele  | 89' |     |
| HV               | 8  | Abdul Wasiu Saliu | 24' |     |
| HV               | 12 | Trần Nam Long     |     |     |
| HV               | 14 | Đặng Quang Minh   |     |     |
| HV               | 2  | Phạm Hồng Phú     |     |     |
| HV               | 21 | Vũ Duy Hoàng      |     |     |
| TV               | 16 | Phan Thế Hiếu     |     |     |
| TV               | 22 | Phạm Xuân Phú     |     |     |
| TV               | 6  | Nguyễn Trung Kiên |     | H1' |
| TĐ               | 24 | Emeka Achilefu    |     |     |
| TĐ               | 19 | Nguyễn Lương Phúc |     |     |
| Thay người:      |    |                   |     |     |
| TV               | 10 | Nguyễn Văn Sỹ     |     | H1' |
| HV               | 15 | Phùng Văn Nhiên   |     | H2' |
| Huấn luyện viên: |    |                   |     |     |
| Bùi Hữu Nam      |    |                   |     |     |

|                   |    |                        |     |         |
| TM                | 1  | Nguyễn Quốc Tuấn       |     |         |
| HV                | 17 | Dusit Chalermsan       |     |         |
| HV                | 15 | Nguyễn Mạnh Dũng       |     |         |
| HV                | 19 | Trần Hải Lâm           | 84' |         |
| HV                | 18 | Lương Trung Tuấn       | 76' |         |
| HV                | 8  | Sakda Joemdee          | 30' |         |
| TV                | 4  | Nguyễn Phi Hùng        |     |         |
| TV                | 20 | Trần Xuân Tình         |     |         |
| TV                | 7  | Nguyễn Hữu Đang        |     |         |
| TĐ                | 13 | Kiatisuk Senamuang (c) |     |         |
| TĐ                | 11 | Nguyễn Việt Thắng      |     |         |
| Thay người:       |    |                        |     |         |
| TĐ                | 16 | Nguyễn Minh Hải        |     | Vào sân |
| TĐ                | 10 | Văn Sỹ Hùng            |     | Vào sân |
| Huấn luyện viên:  |    |                        |     |         |
| Arjhan Srongamsak |    |                        |     |         |

## Kết quả
Trận đấu kết thúc với phần thắng thuộc về đội chủ sân Chùa Cuối, câu lạc bộ Nam Định. Sau trận đấu, tiền đạo Achilefu đã được ban tổ chức trao danh hiệu Vua phá lưới với 14 bàn thắng ghi được trong mùa giải 2003 – một kỷ lục trong ba mùa giải trước đó của V-League, xếp trên Pipat Thonkanya của câu lạc bộ Bình Định với 12 lần lập công. Toàn đội Nam Định đã được trao huy chương đồng chung cuộc, còn Hoàng Anh Gia Lai được nhận cúp vô địch trong không khí tương đối gọn ghẽ. Chiến thắng của Nam Định khiến những nỗ lực bám đuổi của Bình Định và Đồng Tháp ở ngày thi đấu cuối cùng trở nên vô nghĩa, trong đó Bình Định đánh bại chủ nhà LG-ACB với tỷ số 4–1 còn Đồng Tháp chịu thúc thủ 2–3 trên sân của Đà Nẵng.
Về phía Hoàng Anh Gia Lai, thất bại trong trận đấu thứ ba ở mùa này không khiến cho ngôi vô địch của họ bị ảnh hưởng. Thành công của đội bóng cao nguyên được cho là xuất phát từ những khoản đầu tư mạnh mẽ về chuyên môn và bộ máy hoạt động trong vài năm trở lại, với dàn lãnh đạo năng động và nhiệt huyết. Hoàng Anh Gia Lai cùng với Gạch Đồng Tâm Long An – đội về nhì chung cuộc của mùa giải – trở thành những đội bóng giành được thành tích cao ngay khi vừa thăng hạng, qua đó khẳng định sự thắng thế của mô hình bóng đá doanh nghiệp, mô hình hoạt động mới nổi của bóng đá Việt Nam trong những năm đầu chuyển sang cơ chế chuyên nghiệp.

## Sau trận đấu
Hai ngày sau khi trận đấu kết thúc, ban tổ chức giải đã tiến hành họp và kiểm điểm ban tổ chức sân Nam Định về những sai phạm trong công tác tổ chức thi đấu, như việc không kiểm soát được lượng khán giả vào sân, để khán giả vượt rào tràn xuống đường chạy, trèo lên các giàn giáo đang xây dựng, v.v. Dù không có thiệt hại nào về người, ban tổ chức đã quyết định xử phạt 20 triệu đồng đối với đại diện đội chủ nhà, đồng thời thừa nhận khuyết điểm trong việc chỉ đạo, kiểm tra công tác tổ chức, để trận đấu diễn ra trong điều kiện không đảm bảo an toàn. Phó Chủ tịch Liên đoàn bóng đá Việt Nam (VFF) Trần Văn Mui cho biết nhiều thành viên chủ chốt của ban tổ chức giải – trong đó có trưởng ban tổ chức Trần Duy Ly – đã dự khán trận đấu hôm đó, nhưng không rõ lý do vì sao họ không thể xử lý kịp thời.
Trả lời phỏng vấn sau trận, chủ tịch câu lạc bộ Hoàng Anh Gia Lai Đoàn Nguyên Đức nói rằng khi nhìn thấy khán giả chủ nhà tràn xuống sân và mắng nhiếc cầu thủ đội khách, ban huấn luyện đội bóng đã phản ánh với phía ban tổ chức nhưng không nhận được phản hồi; điều đó khiến nhiều cầu thủ của họ phải thi đấu trong trạng thái căng cứng về tâm lý và không còn tinh thần để chơi đúng sức mình ở hiệp hai. Việc Hoàng Anh Gia Lai thi đấu chùng xuống trong nửa sau của trận đấu cũng được cho là bởi họ không muốn tổn thất lực lượng trước thềm Giải vô địch các câu lạc bộ Đông Nam Á sắp diễn ra trong một tháng tới. Một cổ động viên quá khích còn lớn tiếng thách thức, "Nam Định mà thua thì Hoàng Anh Gia Lai đừng nghĩ đến chuyện trao cúp". Báo Bình Định bày tỏ sự không hài lòng đối với tổ trọng tài trong trận đấu, khi cho rằng cả hai bàn thắng mà Achilefu ghi được đều rơi vào thế việt vị, nhưng trọng tài chính Võ Minh Trí vẫn công nhận.

Trong một bài viết nhìn lại trận đấu của VTC News vào năm 2019, từ những diễn biến và cảnh tượng đã xảy ra trong trận đấu, tác giả bài báo đã gọi đây là "trận cầu nguy hiểm nhất lịch sử V.League". Một bài viết khác cùng thời điểm trên báo Lao Động cũng dùng cụm từ "trận đấu nguy hiểm bậc nhất lịch sử V.League" khi đề cập đến cuộc đối đầu của hai đội bóng ở mùa giải 2003.
— Ông Nguyễn Trọng Hoài, Trưởng ban Điều hành các giải đấu chuyên nghiệp của VPF
Ngoài trận đấu giữa Nam Định và Hoàng Anh Gia Lai, lịch sử giải Vô địch Quốc gia còn chứng kiến các sân vận động rơi vào tình trạng quá tải số lượng người xem trong một số mùa giải sau này, điển hình là sân Thanh Hóa năm 2007, sân Chi Lăng năm 2009, sân Vinh năm 2013, sân Pleiku năm 2015 và sân Hà Tĩnh năm 2020. Việc các khán giả chen chúc nhau trong các trận đấu "vỡ sân" đã chứng tỏ người hâm mộ bóng đá Việt Nam vẫn luôn háo hức để đến sân theo dõi một trận đấu ở V.League, song chính điều này lại bộc lộ những hạn chế trong công tác điều hành và quản lý của các ban tổ chức sân cũng như ban tổ chức giải đấu (VPF), và đòi hỏi những biện pháp để không tái diễn các sự cố tương tự. Trang chủ của VPF nhận định trong một bài viết vào năm 2020: "Lịch sử V.League thường chứng kiến tình trạng khán giả tới sân vượt quá dự kiến ở các đội bóng mới thăng hạng, có phong trào hâm mộ cuồng nhiệt nhưng chưa có nhiều bề dày thành tích ở sân chơi bóng đá chuyên nghiệp (...) Nhìn ở khía cạnh tổ chức thì rõ ràng có nhiều vấn đề cần phải xem xét lại, nhưng từ góc độ bóng đá đơn thuần thì có thể coi đây là tín hiệu tích cực cho nền bóng đá (...) [và] là bằng chứng cho thấy sức hút mạnh mẽ của giải bóng đá chuyên nghiệp Việt Nam".